# Trajan
Trajan é uma fonte serifada projetada em 1989 por Carol Twombly para a Adobe.
O design é baseado nas letras de capitalis monumentalis ou maiúsculas quadradas romanas, usadas para a inscrição na base da Coluna de Trajano, da qual o tipo de letra leva seu nome. Trajan é uma fonte toda em maiúsculas, já que os romanos não usavam letras minúsculas. Twombly criou o design inspirando-se em uma imagem em tamanho real de uma fricção da inscrição. É bem conhecido por aparecer em muitos pôsteres de filmes.

## Plano de fundo
Os capitéis da Coluna de Trajano há muito são uma inspiração para muitos artistas e estudantes de letras. O calígrafo e designer de tipos Edward Johnston em seu livro Writing & Illuminating & Lettering (1906) escreveu que "as maiúsculas romanas ocuparam o lugar supremo entre as letras para legibilidade e beleza. Elas são as melhores formas para as mais grandiosas e inscrições mais importantes." Letras de Trajano foram usadas por muitos anos para sinais em edifícios públicos britânicos, incluindo escritórios do governo.
A tradução de Twombly da inscrição de Trajano em tipos é bastante precisa e fiel. Muitas interpretações mais soltas (muitas vezes com uma minúscula inventada) antecedem Twombly, particularmente "Weiss" de Emil Rudolf Weiss de 1926, o Forum Title, Hadriano e "Goudy Trajan" de Frederic Goudy e Diotima de Gudrun Zapf-von Hesse, enquanto "Trajanus" de Warren Chappell de 1939, embora tenha formas semelhantes para maiúsculas, tem uma letra minúscula marcadamente medieval. Muitos outros exemplos de letras e tipos de letra são baseados em maiúsculas romanas, por exemplo letras feitas sob a influência do movimento Arts & Crafts nos séculos XIX e XX. Muitos outros exemplos de letras e fontes são baseados em maiúsculas romanas, A crítica de Alastair Johnston de 1990 sobre Trajano observou essa herança, dizendo que "supera qualquer coisa que o velho Fred Goudy já produziu".
Trajan foi projetado para exibição em vez de texto impresso – especificamente para uso em tamanhos grandes.
A digitalização de Trajano feita por Twombly tornou-se muito popular, como pode ser visto em sua ampla presença em cartazes de filmes, programas de televisão e capas de livros. Um peso ousado foi adicionado ao Trajan quando ele se tornou digital.

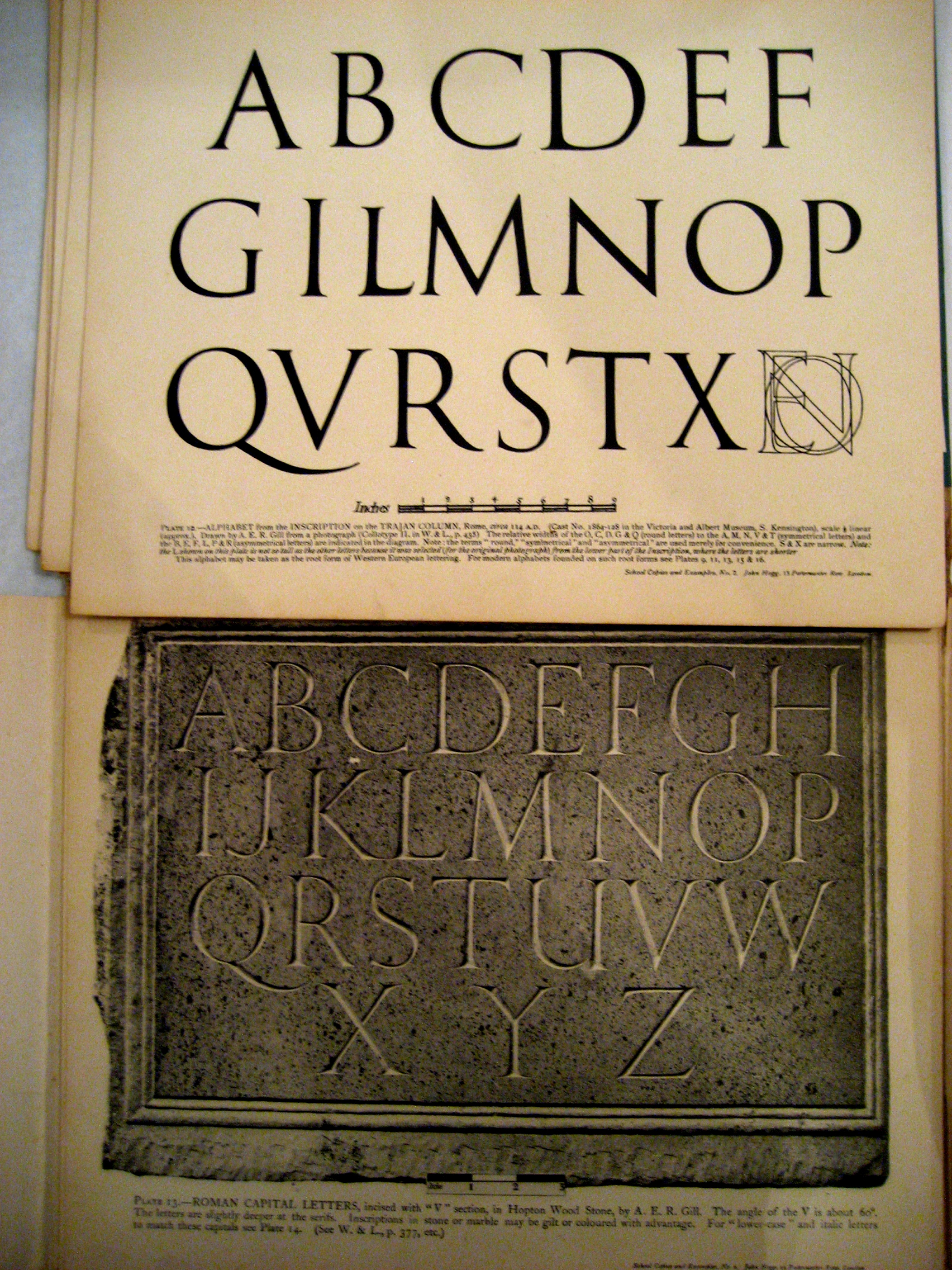
Um desenho e uma fotografia de uma escultura (em pedra Hopton Wood) de Eric Gill, feita no início do século XX, inspirada nos capitéis "Trajano" da Coluna de Trajano.

Twombly se aposentou da Adobe e do design de tipos em 1999, mas a Adobe continuou a lançar versões em consulta com ela. Trajan Pro foi a versão inicial do OpenType, que adicionou suporte ao idioma da Europa Central e adicionou letras minúsculas nos slots de letras minúsculas. Em 2012, a versão OpenType existente foi significativamente revisada como "Trajan Pro 3", com Robert Slimbach adicionando quatro pesos adicionais, bem como glifos cirílicos e gregos. A Adobe também lançou uma face companheira "Trajan Sans", formando uma superfamília de fontes. Nenhuma das versões suporta as vogais latinas arcaicas I longo ou V ápice.